# De Droomshow
De Droomshow was een kinderspelshow van de AVRO die tussen 1993 en 2001 werd uitgezonden als onderdeel van Alles Kits, het gezamenlijke jeugdblok van de AVRO, de NCRV en de KRO. In dit wekelijkse programma namen twee teams in de leeftijdsgroep van 9 tot 12 het tegen elkaar op in een aantal spellen, wisselend afhankelijk van het thema van de aflevering (snoepfabriek, spookslot, riddertijd, onderwaterwereld en jungle).
Hoogtepunt in iedere aflevering en kenmerkend voor het programma, ongeacht het thema of het seizoen, was de derriedouche. In deze vragenronde kregen de kandidaten bij ieder fout antwoord dat ze gaven, een aanzienlijke hoeveelheid slijm over zich uitgestort. Het team dat het programma uiteindelijk won, kreeg in een finalespel de mogelijkheid om zo veel mogelijk prijzen in de wacht te slepen.

## Het programma
De Droomshow werd begin jaren 90 bedacht door Judith de Bruijn, Ilse Vocking en Ilona Jens. Dit drietal was bezig met het maken van een serie Wordt Vervolgd toen ze door de AVRO werden aangesteld om de jeugdafdeling vorm te geven. In die periode bedacht dit drietal verschillende jeugdprogramma's, waarvan de Droomshow de grootste productie was. Twee teams, meestal een jongens- en meidenteam, namen het tegen elkaar op in verschillende spelonderdelen. Judith de Bruijn ging het programma presenteren, Ilona Jens verzorgde de samenstelling en Ilse Vocking nam de regie op zich, wat overigens de eerste keer was dat ze als meercameraregisseur optrad.
In 1997 vertrok het drietal bij de Droomshow, werd het programma volledig vernieuwd en werd de doelgroep verlegd naar kinderen tot ongeveer twaalf jaar. Bart Peeters ging het programma presenteren en vanaf dat moment betrof het steeds een strijd tussen een team uit Nederland en een uit Vlaanderen. Ook werd er virtual reality geïntroduceerd, onder andere voor een finalespel dat nagenoeg volledig met behulp van deze techniek was opgebouwd. Het programma werd gemaakt in coproductie met de Vlaamse commerciële zender VTM.
Het programma stopte in 2001, op dat moment met Michaël van Buuren als presentator en weer volledig Nederlands. De laatste aflevering van de Droomshow was een special, waarin er achter de schermen werd gekeken.

## Presentatie
Het programma werd door in totaal drie verschillende presentatoren gepresenteerd. Vanaf begin jaren negentig was Judith de Bruijn de presentatrice. In 1997 nam Bart Peeters het over. Na vier seizoenen werd hij in 1999 weer opgevolgd door Michaël van Buuren, die het programma presenteerde tot het einde, één jaar later. Tussen 1993 en 1999 verzorgde Dick Poons in zijn rol van Klaas Vaak als voice-over het nodige komische commentaar.
|                    | 1 (1993) | 2 (1994) | 3 (1995) | 4 (1996) | 5 (1996/97) | 6 (1997) | 7 (1997/98) | 8 (1998) | 9 (1999) | 10 (1999/2000) | 11 (2000/01) |
| ------------------ | -------- | -------- | -------- | -------- | ----------- | -------- | ----------- | -------- | -------- | -------------- | ------------ |
| Judith de Bruijn   |          |          |          |          |             |          |             |          |          |                |              |
| Bart Peeters       |          |          |          |          |             |          |             |          |          |                |              |
| Michaël van Buuren |          |          |          |          |             |          |             |          |          |                |              |

## Droomwerelden / Droomplaneten
De Droomshow had een per aflevering wisselend decor. In totaal waren er vijf verschillende thema's. De jungle- en spookthema's zijn de enige die de gehele uitzendperiode in gebruik waren. Het onderwaterthema deed zijn intrede pas in het tweede seizoen van de Droomshow terwijl de ridder- en snoepthema's bij Michaël van Buuren werden geschrapt.
|                                      | 1 (1993) | 2 (1994) | 3 (1995) | 4 (1996) | 5 (1996/97) | 6 (1997) | 7 (1997/98) | 8 (1998) | 9 (1999) | 10 (1999/2000) | 11 (2000/01) |
| ------------------------------------ | -------- | -------- | -------- | -------- | ----------- | -------- | ----------- | -------- | -------- | -------------- | ------------ |
| Jungle – Jungleplaneet               |          |          |          |          |             |          |             |          |          |                |              |
| Spookslot – Spookplaneet             |          |          |          |          |             |          |             |          |          |                |              |
| Snoepfabriek – Technoplaneet         |          |          |          |          |             |          |             |          |          |                |              |
| Riddertijd – Ridderplaneet           |          |          |          |          |             |          |             |          |          |                |              |
| Onderwaterwereld – Onderwaterplaneet |          |          |          |          |             |          |             |          |          |                |              |

## Spellen
Populaire spellen waren:
- "Grafkisten graaien" (Spookslot)
- "Negerzoenenzooi" (Snoepfabriek)
- "Woeste Wip" (Onderwaterwereld)

"De Woeste Wip" werd bij Judith de Bruijn, Bart Peeters en Michaël van Buuren gespeeld.
De spellen wisselden per aflevering en waren gebonden aan het thema van de show. Alleen de derriedouche werd iedere aflevering gespeeld.
De spellen die gespeeld werden waren bij iedere droomwereld anders.

### Spellen-overzicht

#### Jungle
- Survivalbaan (seizoen 1 en 3-9)
- Memory (seizoen 1)
- Kokosnoot kapen (seizoen 1 en 3-5)
- Observatiehut (seizoen 2)
- Tent opzetten (seizoen 2)
- Fruit slingeren (seizoen 2-5)
- Fruit kapen 1.0 (seizoen 6-9)
- Snelle Bever (seizoen 6-9)
- Fruit kapen 2.0 (seizoen 10-11)
- Hut bouwen (seizoen 10-11)
- Duizelende diepte (seizoen 10-11)

#### Spookslot
- Grafkist graaien (seizoen 1-9)
- Spel met spinnen (seizoen 1)
- Sleutels zoeken in een spookhuis (seizoen 1)
- Heksensoep 1.0 (seizoen 2-5)

#### Snoepfabriek
- Op een luchtkussen springen en spekkies pakken en die opstapelen.
- Negerzoenenzooi
- Met taarten van een glijbaan afgaan over een grote mat met de taart en dan op een tafel leggen

## Succes
Het programma was een groot succes. Zo werd de Droomshow in 2000 genomineerd voor de Kinderkastprijs. Dat het programma ook na zijn einde in 2001 nog steeds geliefd is, blijkt wel in 2009, als het in de Canon van de Nederlandse kindertelevisie wordt opgenomen als populairste programma van de jaren 90.

## Trivia
- De zogenaamde slimie, die werd gebruikt als derrie voor de derriedouche, werd van natuurlijke ingrediënten gemaakt en speciaal geïmporteerd vanuit Zwitserland.